# 22251 Eden
22251 Eden è un asteroide della fascia principale. Scoperto nel 1978, presenta un'orbita caratterizzata da un semiasse maggiore pari a 2,2792354 au e da un'eccentricità di 0,1698497, inclinata di 5,93335° rispetto all'eclittica.